# Tímea Babosová
Tímea Babosová (* 10. května 1993 Šoproň) je maďarská profesionální tenistka a čtyřnásobná grandslamový vítězka ve čtyřhře žen. Mezi červencem až říjnem 2018 byla ve dvou obdobích světovou jedničkou ve čtyřhře žen, když na vrcholu strávila třináct týdnů. Do čela se posunula jako třicátá devátá taková hráčka od zavedení klasifikace v roce 1984 a vůbec první maďarský tenista na vrcholu tenisové klasifikace.
Na okruh ITF, kde získala třináct titulů ve dvouhře, vstoupila v roce 2009 a profesionálkou se stala v sezóně 2011. První z nich si připsala v květnu 2009 v Edinburghu, a devět ve čtyřhře. Na okruhu WTA Tour vyhrála tři turnaje ve dvouhře, když na prvním z nich triumfovala během února 2012 v mexickém Monterrey. Stala se tak nejmladší vítězkou singlového turnaje sezóny 2012. K nim přidala dvacet sedm titulů ze čtyřhry včetně australského Apia International Sydney 2014 se Šafářovou. Při obnovení spolupráce s Francouzkou Mladenovicovou triumfovaly na Australian Open 2018. Obě tvořily pár již mezi lety 2014–2015. Stala se tak prvním maďarským vítězem Grand Slamu od Andrey Temesváriové a jejího triumfu v ženském deblu French Open 1986. Jako poražené finalistky s Mladenovicovou dohrály ve Wimbledonu 2014 a Australian Open 2019. Následně triumfovaly na French Open 2019, Australian Open 2020 a French Open 2020.
V páru s Češkou Andreou Hlaváčkovou vyhrála pět turnajů. Půlroční spolupráci uzavřely premiérovým triumfem na Turnaji mistryň 2017 v Singapuru. V letech 2018 a 2019 trofej obhájila s Mladenovicovou. Stala se tak první hráčkou od Američanky Lindsay Davenportové z let 1996–1998, která ovládla tři ročníky v řadě.
Na žebříčku WTA byla ve dvouhře nejvýše klasifikována v září 2016 na 25. místě, ve čtyřhře pak v červenci 2018 na 1. místě.
V maďarském týmu Billie Jean King Cupu debutovala v roce 2011 v Eilatu v rámci baráže 1. skupiny zóny Evropy a Afriky, když se Maďarsko snažilo probojovat do baráže druhé Světové skupiny. Debut zahájila třemi vítězstvími a dvěma porážkami. Maďarsko do baráže neprošlo. Do června 2024 v soutěži nastoupila k sedmnácti mezistátním utkáním s bilancí 11–6 ve dvouhře a 9–3 ve čtyřhře.
Maďarsko reprezentovala na Letních olympijských hrách 2012 v Londýně, kde ve dvouhře prohrála ve druhém kole s Němkou Angelique Kerberovou. Ve čtyřhře spolu s Ágnes Szávayovou nepřešly přes úvodní kolo, když podlehly české dvojici a pozdějším stříbrným medailistkám Lucii Hradecké a Andree Hlaváčkové.
V roce 2019 se s Mladenovicovou stala mistryní světa ITF ve čtyřhře a WTA dvojici vyhlásila nejlepším párem roku.

## Juniorská tenisová kariéra
V juniorské kategorii si zahrála v jediné sezóně čtyři grandslamová finále čtyřhry. Nejprve s Gabrielou Dabrowskou prohrály ve finále Australian Open 2010 s dvojicí Jana Čepelová a Chantal Škamlová. Následná tři finále už proměnila spolu se Sloane Stephensovou v tituly. Triumfovaly na French Open 2010, kde porazily pár Lara Arruabarrenaová-Vecinová a María Teresa Torrová Florová ve dvou setech. Ve Wimbledonu 2010 přemohly pár Elina Svitolinová a Irina Chromačovová. Poslední titul vybojovaly ve finále US Open 2010, ve kterém bez boje získaly titul nad párem An-Sophie Mestachová a Silvia Njirićová. Ziskem tohoto titulu se staly prvním párem historie, který získal tři ze čtyř juniorských grandslamů čtyřhry v jediné sezóně.
Na Letních olympijských hrách mládeže 2010 v Singapuru se probojovala do semifinále dvouhry, ve kterém nestačila na Číňanku Čeng Saj-saj. V souboji o bronzovou medaili podlehla Slovence Janě Čepelové. Ve čtyřhře poté vybojovala s Belgičankou Anou-Sophií Mestachovou bronz, když porazily pár Darja Gavrilovová a Julia Putincevová.

## Finále na Grand Slamu

### Ženská čtyřhra: 8 (4–4)
| Stav       | rok  | turnaj              | povrch | spoluhráčka            | soupeřky ve finále                     | výsledek                |
| ---------- | ---- | ------------------- | ------ | ---------------------- | -------------------------------------- | ----------------------- |
| Finalistka | 2014 | Wimbledon           | tráva  | Kristina Mladenovicová | Sara Erraniová Roberta Vinciová        | 1–6, 3–6                |
| Finalistka | 2016 | Wimbledon           | tráva  | Jaroslava Švedovová    | Serena Williamsová Venus Williamsová   | 3–6, 4–6                |
| Vítězka    | 2018 | Australian Open     | tvrdý  | Kristina Mladenovicová | Jekatěrina Makarovová Jelena Vesninová | 6–4, 6–3                |
| Finalistka | 2018 | US Open             | tvrdý  | Kristina Mladenovicová | Ashleigh Bartyová Coco Vandewegheová   | 6-3, 6-7(2-7), 6-7(6-8) |
| Finalistka | 2019 | Australian Open     | tvrdý  | Kristina Mladenovicová | Čang Šuaj Samantha Stosurová           | 3–6, 4–6                |
| Vítězka    | 2019 | French Open         | antuka | Kristina Mladenovicová | Tuan Jing-jing Čeng Saj-saj            | 6–2, 6–3                |
| Vítězka    | 2020 | Australian Open (2) | tvrdý  | Kristina Mladenovicová | Barbora Strýcová Sie Šu-wej            | 6–2, 6–1                |
| Vítězka    | 2020 | French Open (2)     | antuka | Kristina Mladenovicová | Alexa Guarachiová Desirae Krawczyková  | 6–4, 7–5                |

### Smíšená čtyřhra: 2 (0–2)
| Stav       | rok  | turnaj          | povrchu | spoluhráč      | soupeři ve finále              | výsledek         |
| ---------- | ---- | --------------- | ------- | -------------- | ------------------------------ | ---------------- |
| Finalistka | 2015 | Wimbledon       | tráva   | Alexander Peya | Leander Paes Martina Hingisová | 1–6, 1–6         |
| Finalistka | 2018 | Australian Open | tvrdý   | Rohan Bopanna  | Gabriela Dabrowská Mate Pavić  | 6–2, 4–6, [9–11] |

## Finále Turnaje mistryň

### Ženská čtyřhra: 3 (3–0)
| Stav    | rok  | dějiště       | povrch    | spoluhráčka            | soupeřky ve finále                    | výsledek         |
| ------- | ---- | ------------- | --------- | ---------------------- | ------------------------------------- | ---------------- |
| Vítězka | 2017 | Singapur      | tvrdý (h) | Andrea Hlaváčková      | Kiki Bertensová Johanna Larssonová    | 4–6, 6–4, [10–5] |
| Vítězka | 2018 | Singapur      | tvrdý (h) | Kristina Mladenovicová | Barbora Krejčíková Kateřina Siniaková | 6–4, 7–5         |
| Vítězka | 2019 | Šen-čen, Čína | tvrdý (h) | Kristina Mladenovicová | Barbora Strýcová Sie Šu-wej           | 6–1, 6–3         |

## Finále na okruhu WTA Tour
| Legenda                                          |
| ------------------------------------------------ |
| D – dvouhra; Č – čtyřhra                         |
| Grand Slam (4–4 Č)                               |
| Turnaj mistryň (3–0 Č)                           |
| Premier Mandatory & Premier 5 / WTA 1000 (2–5 Č) |
| Premier / WTA 500 (6–1 Č)                        |
| International / WTA 250 (3–5 D; 12–3 Č)          |

### Dvouhra: 8 (3–5)
| Stav       | č. | datum          | turnaj                  | povrch      | soupeřka ve finále     | výsledek           |
| ---------- | -- | -------------- | ----------------------- | ----------- | ---------------------- | ------------------ |
| Vítězka    | 1. | 26. února 2012 | Monterrey, Mexiko       | tvrdý       | Alexandra Cadanțuová   | 6–4, 6–4           |
| Finalistka | 2. | 2. května 2015 | Marrakéš, Maroko        | antuka      | Elina Svitolinová      | 5–7, 6–7(3–7)      |
| Finalistka | 2. | 5. srpna 2016  | Florianópolis, Brazílie | tvrdý       | Irina-Camelia Beguová  | 6–2, 4–6, 3–6      |
| Vítězka    | 2. | 26. února 2017 | Budapešť, Maďarsko      | tvrdý (h)   | Lucie Šafářová         | 6–7(4–7), 6–4, 6–3 |
| Finalistka | 3. | 17. září 2017  | Québec, Kanada          | koberec (h) | Alison Van Uytvancková | 7–5, 4–6, 1–6      |
| Finalistka | 4. | 30. září 2017  | Taškent, Uzbekistán     | tvrdý       | Kateryna Bondarenková  | 4–6, 4–6           |
| Vítězka    | 3. | 4. února 2018  | Tchaj-pej, Tchaj-wan    | tvrdý       | Kateryna Kozlovová     | 7–5, 6–1           |
| Finalistka | 5. | 8. dubna 2018  | Monterrey, Mexiko       | tvrdý       | Garbiñe Muguruzaová    | 6–3, 4–6, 3–6      |

### Čtyřhra: 40 (27–13)
| Stav       | č.  | datum             | turnaj                                    | povrch      | spoluhráčka                | soupeřky ve finále                         | výsledek                |
| ---------- | --- | ----------------- | ----------------------------------------- | ----------- | -------------------------- | ------------------------------------------ | ----------------------- |
| Vítězka    | 1.  | 18. června 2012   | Birmingham, Spojené království            | tráva       | Sie Šu-wej                 | Liezel Huberová Lisa Raymondová            | 7–5, (2)6–7, [10–8]     |
| Finalistka | 1.  | 12. ledna 2013    | Hobart, Austrálie                         | tvrdý       | Mandy Minellaová           | Garbiñe Muguruzaová M T Torrová Florová    | 3–6, (5)6–7             |
| Vítězka    | 2.  | 23. února 2013    | Bogota, Kolumbie                          | tvrdý       | Mandy Minellaová           | Eva Birnerová Alexandra Panovová           | 6–4, 6–3                |
| Vítězka    | 3.  | 7. dubna 2013     | Monterrey, Mexiko                         | tvrdý       | Kimiko Date Krumm          | Eva Birnerová Tamarine Tanasugarnová       | 6–1, 6–4                |
| Vítězka    | 4.  | 28. dubna 2013    | Marrákeš, Maroko                          | antuka      | Mandy Minellaová           | Petra Martićová Kristina Mladenovicová     | 6–3, 6–1                |
| Vítězka    | 5.  | 14. září 2013     | Taškent, Uzbekistán                       | tvrdý       | Jaroslava Švedovová        | Olga Govorcovová Mandy Minellaová          | 6–3, 6–3                |
| Vítězka    | 6.  | 10. ledna 2014    | Sydney, Austrálie                         | tvrdý       | Lucie Šafářová             | Sara Erraniová Roberta Vinciová            | 7–5, 3–6, [10–7]        |
| Finalistka | 2.  | 2. února 2014     | Paříž, Francie                            | tvrdý (h)   | Kristina Mladenovicová     | Anna-Lena Grönefeldová Květa Peschkeová    | 7–6(7), 4–6, [5–10]     |
| Finalistka | 3.  | 6. dubna 2014     | Monterrey, Mexiko                         | tvrdý       | Olga Govorcovová           | Darija Juraková Megan Moulton-Levyová      | 6–7(5–7), 6–3, [9–11]   |
| Vítězka    | 7.  | 20. dubna 2014    | Kuala Lumpur, Malajsie                    | tvrdý       | Čan Chao-čching            | Čan Jung-žan Čeng Saj-saj                  | 6–3, 6–3                |
| Finalistka | 4.  | 5. července 2014  | Wimbledon, Londýn, Spojené království     | tráva       | Kristina Mladenovicová     | Sara Erraniová Roberta Vinciová            | 1–6, 3–6                |
| Finalistka | 5.  | 17. srpna 2014    | Cincinnati, Spojené státy                 | tvrdý       | Kristina Mladenovicová     | Raquel Kopsová-Jonesová Abigail Spearsová  | 1–6, 0–2skreč           |
| Vítězka    | 8.  | 21. února 2015    | Dubaj, Spojené arabské emiráty            | tvrdý       | Kristina Mladenovicová     | Garbiñe Muguruzaová Carla Suárez Navarrová | 6–3, 6–2                |
| Vítězka    | 9.  | 1. května 2015    | Marrakéš, Maroko                          | antuka      | Kristina Mladenovicová     | Laura Siegemundová Maryna Zanevská         | 6–1, 7–6(7–5)           |
| Vítězka    | 10. | 17. května 2015   | Řím, Itálie                               | antuka      | Kristina Mladenovicová     | Martina Hingisová Sania Mirzaová           | 6–4, 6–3                |
| Finalistka | 6.  | 3. dubna 2016     | Miami, Spojené státy                      | tvrdý       | Jaroslava Švedovová        | Bethanie Mattek-Sandsová Lucie Šafářová    | 3–6, 4–6                |
| Finalistka | 7.  | 9. července 2016  | Wimbledon, Londýn, Spojené království     | tráva       | Jaroslava Švedovová        | Serena Williamsová Venus Williamsová       | 3–6, 4–6                |
| Finalistka | 8.  | 4. srpna 2016     | Florianópolis, Brazílie                   | tvrdý       | Réka Luca Janiová          | Ljudmyla Kičenoková Nadija Kičenoková      | 3–6, 1–6                |
| Vítězka    | 11. | 13. ledna 2017    | Sydney, Austrálie (2)                     | tvrdý       | Anastasija Pavljučenkovová | Sania Mirzaová Barbora Strýcová            | 6–4, 6–4                |
| Vítězka    | 12. | 5. května 2017    | Rabat, Maroko                             | antuka      | Andrea Hlaváčková          | Nina Stojanovićová Maryna Zanevská         | 2–6, 6–3, [10-5]        |
| Finalistka | 9.  | 13. května 2017   | Madrid, Španělsko                         | antuka      | Andrea Hlaváčková          | Čan Jung-žan Martina Hingisová             | 4–6, 3–6                |
| Vítězka    | 13. | 17. září 2017     | Québec, Kanada                            | koberec (h) | Andrea Hlaváčková          | Bianca Andreescuová Carson Branstineová    | 6–3, 6–1                |
| Vítězka    | 14. | 30. září 2017     | Taškent, Uzbekistán (2)                   | tvrdý       | Andrea Hlaváčková          | Nao Hibinová Oxana Kalašnikovová           | 7–5, 6–4                |
| Finalistka | 10. | 8. října 2017     | Peking, Čína                              | tvrdý       | Andrea Hlaváčková          | Čan Jung-žan Martina Hingisová             | 1–6, 4–6                |
| Vítězka    | 15. | 20. října 2017    | Moskva, Rusko                             | tvrdý       | Andrea Hlaváčková          | Nicole Melicharová Anna Smithová           | 6–2, 3–6, [10–3]        |
| Vítězka    | 16. | 29. října 2017    | Turnaj mistryň, Singapur                  | tvrdý (h)   | Andrea Hlaváčková          | Kiki Bertensová Johanna Larssonová         | 4–6, 6–4, [10–5]        |
| Vítězka    | 17. | 26. ledna 2018    | Australian Open, Melbourne, Austrálie     | tvrdý       | Kristina Mladenovicová     | Jekatěrina Makarovová Jelena Vesninová     | 6–4, 6–3                |
| Finalistka | 11. | 11. května 2018   | Madrid, Španělsko                         | antuka      | Kristina Mladenovicová     | Jekatěrina Makarovová Jelena Vesninová     | 6–2, 4–6, [8–10]        |
| Vítězka    | 18. | 24. června 2018   | Birmingham, Spojené království            | tráva       | Kristina Mladenovicová     | Elise Mertensová Demi Schuursová           | 4-6, 6–3, [10–8]        |
| Finalistka | 12. | 9. září 2018      | US Open, New York, Spojené státy          | tvrdý       | Kristina Mladenovicová     | Ashleigh Bartyová Coco Vandewegheová       | 6-3, 6-7(2-7), 6-7(6-8) |
| Vítězka    | 19. | 28. října 2018    | Turnaj mistryň, Singapur (2)              | tvrdý (h)   | Kristina Mladenovicová     | Barbora Krejčíková Kateřina Siniaková      | 6–4, 7–5                |
| Finalistka | 13. | 25. ledna 2019    | Australian Open, Melbourne, Austrálie     | tvrdý       | Kristina Mladenovicová     | Čang Šuaj Samantha Stosurová               | 3–6, 4–6                |
| Vítězka    | 20. | 28. dubna 2019    | Istanbul, Turecko                         | antuka      | Kristina Mladenovicová     | Alexa Guarachiová Sabrina Santamariová     | 6–1, 6–0                |
| Vítězka    | 21. | 9. června 2019    | French Open, Paříž, Francie               | antuka      | Kristina Mladenovicová     | Tuan Jing-jing Čeng Saj-saj                | 6–2, 6–3                |
| Vítězka    | 22. | 3. listopadu 2019 | Turnaj mistryň, Šen-čen, Čína (3)         | tvrdý (h)   | Kristina Mladenovicová     | Barbora Strýcová Sie Šu-wej                | 6–1, 6–3                |
| Vítězka    | 23. | 31. ledna 2020    | Australian Open, Melbourne, Austrálie (2) | tvrdý       | Kristina Mladenovicová     | Barbora Strýcová Sie Šu-wej                | 6–2, 6–1                |
| Vítězka    | 24. | 11. října 2020    | French Open, Paříž, Francie (2)           | antuka      | Kristina Mladenovicová     | Alexa Guarachiová Desirae Krawczyková      | 6–4, 7–5                |
| Vítězka    | 25. | 21. dubna 2024    | Rouen, Francie                            | antuka (h)  | Irina Chromačovová         | Naiktha Bainsová Maia Lumsdenová           | 6–3, 6–4                |
| Vítězka    | 26. | únor 2025         | Linec, Rakousko                           | tvrdý       | Luisa Stefaniová           | Ljudmyla Kičenoková Nadija Kičenoková      | 3–6, 7–5, [10–4]        |
| Vítězka    | 27. | květen 2025       | Štrasburk, Francie                        | antuka      | Luisa Stefaniová           | Nicole Melichar-Martinezová Kuo Chan-jü    | 6–3, 6–7(4–7), [10–7]   |

## Finále série WTA 125
| Legenda                  |
| ------------------------ |
| D – dvouhra; Č – čtyřhra |
| WTA 125 (1–1 D, 1–5 Č)   |

### Dvouhra: 2 (1–1)
| Stav       | č. | datum         | turnaj               | povrch      | soupeřka ve finále  | výsledek |
| ---------- | -- | ------------- | -------------------- | ----------- | ------------------- | -------- |
| Vítězka    | 1. | listopad 2015 | Tchaj-pej, Tchaj-wan | koberec (h) | Misaki Doiová       | 7–5, 6–3 |
| Finalistka | 1. | listopad 2019 | Tchaj-pej, Tchaj-wan | koberec (h) | Vitalija Ďjačenková | 3–6, 2–6 |

### Čtyřhra: 6 (1–5)
| Stav       | č. | datum         | turnaj                         | povrch    | spoluhráčka            | soupeřky ve finále                        | výsledek          |
| ---------- | -- | ------------- | ------------------------------ | --------- | ---------------------- | ----------------------------------------- | ----------------- |
| Vítězka    | 1. | srpen 2013    | Su-čou, Čína                   | tvrdý     | Michaëlla Krajiceková  | Chan Sin-jün Eri Hozumiová                | 6–2, 6–2          |
| Finalistka | 1. | listopad 2014 | Limoges, Francie               | tvrdý (h) | Kristina Mladenovicová | Kateřina Siniaková Renata Voráčová        | 6–2, 2–6, [5–10]  |
| Finalistka | 2. | srpen 2022    | Vancouver, Kanada              | tvrdý     | Angela Kulikovová      | Asia Muhammadová Miju Katová              | 3–6, 5–7          |
| Finalistka | 3. | prosinec 2023 | Andorra la Vella, Andorra      | tvrdý (h) | Heather Watsonová      | Erika Andrejevová Céline Naefová          | 1–6, 2–6          |
| Finalistka | 4. | březen 2024   | Antalya, Turecko               | antuka    | Věra Zvonarevová       | Angelica Moratelliová Camilla Rosatellová | 3–6, 6–3, [13–15] |
| Finalistka | 5. | duben 2024    | La Bisbal d'Empordà, Španělsko | antuka    | Dalma Gálfiová         | Miriam Kolodziejová Anna Sisková          | bez boje          |

## Finále na okruhu ITF
| Dotace turnajů okruhu ITF |
| 100 000 $ tournaments     |
| 75 000 $ tournaments      |
| 50 000 $ tournaments      |
| 25 000 $ tournaments      |
| 10 000 $ tournaments      |

### Dvouhra: 25 (15–10)
| Stav       | č.  | datum         | turnaj                              | povrch    | soupeřka ve finále         | výsledek                 |
| ---------- | --- | ------------- | ----------------------------------- | --------- | -------------------------- | ------------------------ |
| Finalistka | 1.  | duben 2009    | Bournemouth, Spojené království     | antuka    | Svenja Weidemannová        | 6–4, 3–6, 4–6            |
| Vítězka    | 1.  | květen 2009   | Edinburgh, Spojené království       | antuka    | Naomi Broadyová            | 6–4, 6–7(3–7), 7–6(10–8) |
| Finalistka | 2.  | červenec 2009 | Felixstowe, Spojené království      | tráva     | Anna Smithová              | 5–7, 6–3, 4–6            |
| Vítězka    | 2.  | listopad 2009 | Sunderland, Spojené království      | tvrdý     | Matea Mezaková             | 7–6(7–2), 6–4            |
| Finalistka | 3.  | listopad 2009 | Jersey, Spojené království          | tvrdý     | Matea Mezaková             | 2–6, 3–6                 |
| Vítězka    | 3.  | květen 2010   | Edinburgh, Spojené království       | antuka    | Tara Mooreová              | 6–2, 6–2                 |
| Finalistka | 4.  | červen 2010   | Budapešť, Maďarsko                  | antuka    | Mathilde Johanssonová      | 7–6(7–4), 1–6, 0–6       |
| Vítězka    | 4.  | červenec 2010 | Woking, Spojené království          | tvrdý     | Katie O'Brienová           | 7–5, 6–4                 |
| Vítězka    | 5.  | listopad 2010 | Bendigo, Austrálie                  | tvrdý     | Elica Kostovová            | 3–6, 6–3, 7–5            |
| Vítězka    | 6.  | červen 2011   | Astana, Kazachstán                  | tvrdý     | Tadeja Majeričová          | 6–0, 6–2                 |
| Vítězka    | 7.  | červenec 2011 | Stuttgart-Vaihingen, Německo        | antuka    | Korina Perkovicová         | 1–6, 6–2, 6–3            |
| Vítězka    | 8.  | říjen 2011    | Saguenay, Kanada                    | tvrdý (h) | Julia Boserupová           | 7–6(9–7), 6–3            |
| Vítězka    | 9.  | listopad 2011 | Helsinky, Finsko                    | tvrdý (h) | Jana Čepelová              | 6–3, 6–1                 |
| Finalistka | 5.  | leden 2012    | Kanton, Čína                        | tvrdý     | Kimiko Dateová             | 3–6, 3–6                 |
| Vítězka    | 10. | květen 2013   | Johannesburg, Jihoafrická republika | tvrdý     | Chanel Simmondsová         | 6–7(3–7), 6–4, 6–1       |
| Finalistka | 6.  | červenec 2013 | Doněck, Ukrajina                    | tvrdý     | Elina Svitolinová          | 6–3, 2–6, 6–7(9–11)      |
| Finalistka | 7.  | říjen 2013    | Toronto, Kanada                     | tvrdý (h) | Victoria Duvalová          | 5–7skreč                 |
| Vítězka    | 11. | duben 2014    | Gifu, Japonsko                      | tvrdý     | Jekatěrina Byčkovová       | 6–1, 6–2                 |
| Vítězka    | 12. | říjen 2014    | Poitiers, Francie                   | tvrdý (h) | Océane Dodinová            | 6–3, 4–6, 7–5            |
| Finalistka | 8.  | červen 2019   | Ilkley, Spojené království          | tráva     | Monica Niculescuová        | 2–6, 6–4, 3–6            |
| Finalistka | 9.  | říjen 2021    | Hamburk, Německo                    | tvrdý (h) | Antonia Ružićová           | 2–6, 1–4skreč            |
| Finalistka | 10. | březen 2023   | Pretorie, JAR                       | tvrdý     | Alina Kornějevová          | 3–6, 6–7(3–7)            |
| Vítězka    | 13. | duben 2023    | Jackson, Spojené státy americké     | antuka    | Whitney Osuigweová         | 7–5, 7–5                 |
| Vítězka    | 14. | duben 2023    | Šarm aš-Šajch, Egypt                | tvrdý     | Marija Timofejevová        | 6–4, 6–1                 |
| Vítězka    | 15  | květen 2023   | Larnaka, Kypr                       | antuka    | Raluca Georgiana Serbanová | 6–4, 5–7, 7–6(7–5)       |

### Čtyřhra: 23 (12–11)
| Stav       | č.  | datum         | turnaj                          | povrch    | spoluhráčka                 | soupeřky ve finále                                 | výsledek              |
| ---------- | --- | ------------- | ------------------------------- | --------- | --------------------------- | -------------------------------------------------- | --------------------- |
| Vítězka    | 1.  | duben 2009    | Bournemouth, Spojené království | antuka    | Stephanie Cornishová        | Elixane Lechemiová Alizé Limová                    | bez boje              |
| Finalistka | 1.  | listopad 2009 | Jersey, Spojené království      | tvrdý     | Malou Ejdesgaardová         | Kiki Bertensová Daniëlle Harmsenová                | 5–7, 5–7              |
| Finalistka | 2.  | únor 2010     | Burnie, Austrálie               | tvrdý     | Anna Arina Marenková        | Jessica Mooreová Arina Rodionovová                 | 2–6, 4–6              |
| Finalistka | 3.  | květen 2010   | Edinburgh, Spojené království   | antuka    | Tara Mooreová               | Amanda Elliottová Jocelyn Raeová                   | 6–7(5–7), 4–6         |
| Vítězka    | 2.  | červenec 2010 | Woking, Spojené království      | tvrdý     | Emma Laineová               | Jocelyn Raeová Emelyn Starrová                     | 6–2, 6–2              |
| Finalistka | 4.  | listopad 2010 | Kalgoorlie, Austrálie           | tvrdý     | Monika Wejnertová           | Daniella Dominikovicová Jessica Mooreová           | 4–6, 6–2, [6–10]      |
| Vítězka    | 3.  | listopad 2010 | Wellington, Nový Zéland         | tvrdý     | Tammi Pattersonová          | Jarmila Grothová Jade Hopperová                    | 6–3, 6–2              |
| Vítězka    | 4.  | listopad 2010 | Traralgon, Austrálie            | tvrdý     | Melanie Southová            | Jarmila Grothová Jade Hopperová                    | 6–3, 6–2              |
| Vítězka    | 5.  | listopad 2010 | Bendigo, Austrálie              | tvrdý     | Melanie Southová            | Jarmila Grothová Jade Hopperová                    | 6–3, 6–2              |
| Vítězka    | 6.  | březen 2011   | Irapuato, Mexiko                | tvrdý     | Johanna Kontaová            | Macall Harkinsová Nicole Rottmannová               | 6–3, 6–4              |
| Vítězka    | 7.  | březen 2011   | Bath, Spojené království        | tvrdý (h) | Anne Kremerová              | Marta Domachowská Katarzyna Piterová               | 7–6(7–5), 6–2         |
| Finalistka | 5.  | červen 2011   | Kristinehamn, Švédsko           | antuka    | Xenija Lykinová             | M. Jugićová-Salkićová Emma Laineová                | 4–6, 4–6              |
| Vítězka    | 8.  | červenec 2011 | A Coruña, Španělsko             | tvrdý     | Victoria Larrièreová        | Leticia Costas-Moreiraová Inés Ferrerová Suárezová | 7–5, 6–3              |
| Finalistka | 6.  | září 2011     | Mestre, Itálie                  | antuka    | Magda Linetteová            | Valentina Ivachněnková Marina Melnikovová          | 4–6, 5–7              |
| Vítězka    | 9.  | říjen 2011    | Saguenay, Kanada                | tvrdý (h) | Jessica Pegulaová           | Gabriela Dabrowská Marie-Ève Pelletierová          | 6–4, 6–3              |
| Finalistka | 7.  | listopad 2011 | Toronto, Kanada                 | tvrdý (h) | Jessica Pegulaová           | Gabriela Dabrowská Marie-Ève Pelletierová          | 5–7, 7–6(7–5), [4–10] |
| Finalistka | 8.  | listopad 2011 | Helsinky, Finsko                | tvrdý (h) | Iryna Burjačoková           | Janette Husárová Emma Laineová                     | 7–5, 5–7, [9–11]      |
| Finalistka | 9.  | duben 2022    | Pretorie, Jihoafrická republika | tvrdý     | Anastasija Tichonovová      | Eudice Chongová Cody Wongová                       | 5–7, 7–5, [11–13]     |
| Vítězka    | 10. | květen 2022   | Bonita Springs, Spojené státy   | antuka    | Nao Hibinová                | Olga Govorcovová Katarzyna Kawaová                 | 6–4, 3–6, [10–7]      |
| Finalistka | 10. | červenec 2022 | Charleston, Spojené státy       | antuka    | Marcela Zacaríasová         | Alycia Parksová Sachia Vickeryová                  | 4–6, 7–5, [5–10]      |
| Vítězka    | 11. | listopad 2022 | Barranquilla, Kolumbie          | antuka    | Kateryna Bondarenková       | Valerija Strachovová Carolina Meligeni Alvesová    | 3–6, 7–5, [10–7]      |
| Vítězka    | 12. | prosinec 2022 | Dubaj, Spojené arabské emiráty  | tvrdý     | Kristina Mladenovicová      | Magdalena Fręchová Kateryna Bondarenková           | 6–1, 6–3              |
| Finalistka | 11. | březen 2023   | Pretorie, Jihoafrická republika | tvrdý     | Georgina Garcíaová Pérezová | Emina Bektasová Lina Glušková                      | 3–6, 6–4, [11–13]     |

## Finále na juniorském Grand Slamu

### Čtyřhra juniorek: 5 (3–2)
| Stav       | rok  | turnaj          | spoluhráčka        | soupeřky ve finále                             | výsledek         |
| ---------- | ---- | --------------- | ------------------ | ---------------------------------------------- | ---------------- |
| Finalistka | 2009 | French Open     | Heather Watsonová  | Elena Bogdanová Noppavan Lertčívakarnová       | 6-3, 3-6, 8-10   |
| Finalistka | 2010 | Australian Open | Gabriela Dabrowská | Jana Čepelová Chantal Škamlová                 | 6–7(1–7), 2–6    |
| Vítězka    | 2010 | French Open     | Sloane Stephensová | Lara Arruabarrenová María Teresa Torró Florová | 6–2, 6–3         |
| Vítězka    | 2010 | Wimbledon       | Sloane Stephensová | Irina Chromačovová Elina Svitolinová           | 6–7(7), 6–2, 6–2 |
| Vítězka    | 2010 | US Open         | Sloane Stephensová | An-Sophie Mestachová Silvia Njirićová          | bez boje         |

## Postavení na konečném žebříčku WTA

### Dvouhra
| Rok    | 2009 | 2010   | 2011   | 2012  | 2013  | 2014  | 2015  | 2016  | 2017  | 2018  | 2019   | 2020  | 2021   | 2022   | 2023   | 2024   |
| Pořadí | 700. | ▲ 329. | ▼ 153. | ▲ 64. | ▼ 88. | ▼ 99. | ▲ 85. | ▲ 26. | ▼ 57. | ▲ 61. | ▼ 104. | ▼ 115 | ▲ 161. | ▼ 319. | ▲ 177. | ▼ 333. |

### Čtyřhra
| Rok    | 2009 | 2010   | 2011   | 2012  | 2013  | 2014  | 2015  | 2016  | 2017 | 2018 | 2019 | 2020 | 2021  | 2022  | 2023  | 2024  |
| Pořadí | 671. | ▲ 406. | ▼ 145. | ▲ 90. | ▲ 45. | ▲ 21. | ▲ 11. | ▼ 15. | ▲ 7. | ▲ 3. | ▬ 3. | ▼ 4. | ▼ 25. | ▼ 91. | ▲ 63. | ▲ 55. |